# 杨泰波
杨泰波（1951年11月—），湖南宁乡人。1971年6月加入中国共产党。湖南省高等教育自学考试党政干部基础科文化。
历任中共益阳地委办公室干事、秘书科副科长，调研室副主任、主任，政策研究室主任，地委副秘书长、秘书长，中共益阳县委书记等职。1991年2月起任湖南省人民政府办公厅副主任，研究室、经济研究信息中心副主任，研究室主任等职。1995年10月，任中共怀化地委书记，1998年4月怀化地改市后继续担任书记。2000年4月，任湖南省人民政府秘书长兼办公厅主任。2003年任副省长。2007年12月，任中共湖南省委常委、秘书长、办公厅主任兼省直机关工委书记。2011年12月退二线，2012年1月当选湖南省人民代表大会常务委员会副主任，2013年2月卸任。